# Сергель, Сергей Арсеньевич
Сергей Арсеньевич Сергель (род. 11 февраля 1972, Барановичи, Брестская область) — советский и белорусский футболист, нападающий. Мастер спорта РБ.

## Биография
Воспитанник футбольной секции «Олимпия» (Барановичи), первый тренер — Виктор Станиславович Лонский. Затем занимался в минском Училище олимпийского резерва. В 1989—1990 годах выступал за дубль минского «Динамо», провёл 6 матчей в первенстве дублёров. Победитель первенства дублёров 1989 года. В последнем сезоне чемпионата СССР сыграл 3 матча во второй лиге за «Химик» (Гродно).
В 1992 году перешёл в минское «Торпедо», игравшее в высшей лиге Беларуси, провёл в клубе три сезона. Летом 1994 года перешёл в клуб первой лиги «Сантанас» (Самохваловичи), а в осеннем сезоне 1995 года стал бронзовым призёром первой лиги с клубом «Фомальгаут» (Борисов). В 1996 году играл во второй лиге за «Звезду» (Минск) и стал лучшим бомбардиром клуба, забив за сезон 21 гол.
В 1997 году вернулся в Борисов, но играл уже за другой клуб — БАТЭ. Стал серебряным призёром первой лиги 1997 года, а в дебютном для клуба в высшем дивизионе сезоне 1998 года также стал серебряным призёром. В 1999 году перешёл в «Шахтёр» (Солигорск), этот сезон стал последним для футболиста в высшей лиге. После этого он практически завершил профессиональную карьеру и впоследствии выступал как любитель.
С 2000 года в течение пяти сезонов выступал за «Барановичи», в том числе четыре сезона провёл во второй лиге, а последний сезон — в первой, сыграл более 100 матчей и забил 65 голов. Становился лучшим бомбардиром своего клуба в 2001 году (15 голов), 2002 году (14 голов), 2003 году (24 гола). В 2003 году также стал лучшим снайпером второй лиги и победителем турнира.
В конце карьеры играл в первой лиге за «Верас» (Несвиж) и во второй лиге за «Ливадию» (Дзержинск) и «Городею».
Всего в высшей лиге Беларуси сыграл 83 матча и забил 11 голов.
Также принимал участие в играх высшей лиги Беларуси по мини-футболу в составе клубов «Атлант» (Барановичи), «МЭСР» (Минск).
Ещё до окончания спортивной карьеры занялся торговым бизнесом в Минске.

## Достижения
- Серебряный призёр чемпионата Беларуси: 1998
- Серебряный призёр первой лиги Беларуси: 1997
- Бронзовый призёр первой лиги Беларуси: 1995
- Победитель второй лиги Беларуси: 2003